# المرأة في ترينداد وتوباغو
النساء في ترينيداد وتوباغو هن النساء اللاتي ولدن في أو اللاتي يعشن في ترينيداد وتوباغو، أو هن من ترينيداد وتوباغو.
بعض النساء في ترينيداد وتوباغو تتفوق الآن في مهن مثل كونهن أصحاب مشاريع صغيرة، «محاميات وقضاة وسياسيات وموظفات مدنيات وصحفيات».
بينما النساء الأخريات يسيطرن على الحقول «الخدمة والمبيعات المحلية، وبعض الصناعات الخفيفة».
النساء من مزيج أفرو- ترينيدادي يصبحن عادة اً «ربات أسر»، وبالتالي يكتسبن «الحكم الذاتي والسلطة».
من خلال المشاركة في كرنفال ترينيداد وتوباغو، تظهر النساء من ترينيداد وتوباغو «حازمات جنسياً».
و بعضهن ينشط في ما يسمى بالطوائف الأفرو- مسيحية وتشغيل «سو-سو الدورية الرسمية لجمعيات القروض».

## النساء البارزات
من بين الشخصيات النسائية البارزة في ترينيداد وتوباغو هي إلما فرانسوا وكاملا بيرساد-بيسّيسّار
إلما كونستانس فرانسوا (14 أكتوبر 1897 - 1944) كانت ناشطة في 25 أيلول 1987، أعلن بأنها «بطلة وطنية لترينيداد وتوباغو».
كاملا بيرساد-بيسيسار (ولد في 22 أبريل 1952) هي رئيسة الوزراء السابعة لجمهورية ترينيداد وتوباغو، والشخص السادس الذي عقد هذا المنصب في 26 مايو 2010، وهي أول رئيسة وزراء في البلاد.

## الزواج
في الماضي، كانت النساء في ترينيداد وتوباغو مع التجربة الهندية الشرقية تجري الخطوبة عندما تكون الفتاة لا تزال صغيرة جدا من خلال ممارسة الزواج المدبر.

## الحالة وآداب
يتوقع من المرأة في ترينيداد وتوباغو عدم الرد على أي تحرش لفظي يقوم به الرجال في شوارع المدينة، وذلك لأن مثل هذ الرد سيجعل هؤلاء النساء يفقدن مكانتهن.

## قوات الشرطة
في عام 1955، أدلى المرسوم رقم 6 من 195 من حكومة جمهورية ترينيداد وتوباغو أن بإمكان المشروع في قوة الشرطة في البلاد إستقطاب اثنتا عشرة امرأة للـ«التعامل مع الأحداث والمجرمات».

## المجموعات النسوية
تشمل المجموعات النسوية في جمهورية ترينيداد وتوباغو التالي: النساء المعنية من أجل التقدم، والمجموعة، والمرأة العاملة.

## وصلات خارجية
- History of the Women in Art Organisation of Trinidad and Tobago